# Südfriedhof (Kilonia)
Südfriedhof, Kiel-Südfriedhof – dzielnica miasta Kilonia w Niemczech, w kraju związkowym Szlezwik-Holsztyn.